# والنسی
والنسی (به فرانسوی: Valençay) یک کمون در فرانسه است که در اندر واقع شده‌است. والنسی ۴۱٫۵۹ کیلومتر مربع مساحت و ۲٬۶۱۷ نفر جمعیت دارد و ۱۴۵ متر بالاتر از سطح دریا واقع شده‌است.

## خواهرخوانده
شهر چزانو مادرنو خواهرخواندهٔ والنسی هست.